# 王大忠
王大忠（1962年2月—），安徽省宿州市泗县人，中国人民解放军海军中将。

## 生平
王大忠入伍参军后加入北海舰队航空兵二师六团（低空霸王团）三大队，后成为正连级中队长。1987年3月31日，中国人民解放军海军司令员刘华清向中国人民解放军总参谋部和国防科工委汇报了海军航空母舰和核潜艇装备规划。为了先期培养航空母舰和其编队的指挥人员，1987年5月，经中央军委批准，海军决定在中国人民解放军海军广州舰艇学院开办水面潜艇指挥专业飞行员舰长班，让海军航空兵飞行员改学水面舰艇指挥专业。1987年9月，10人被选送到海军广州舰艇学院学习。历时3年半学习后，1991年1月，王大忠毕业取得舰艇指挥专业本科学历和工学学士学位，被分配到北海舰队驱逐舰第一支队，任济南号导弹驱逐舰见习副舰长、哈尔滨号导弹驱逐舰副舰长、实习舰长，后升任青岛号导弹驱逐舰舰长、驱逐舰第一支队副支队长、支队长。多次立三等功，2001年被评为海军优秀共产党员。后来王大忠是中国人民解放军国防大学中青班硕士研究生。
至迟在2015年7月，王大忠已任海军参谋长助理。2016年5月6日下午，海军在北京举行将官军衔晋升仪式，王大忠、王东凯、王再杰、翟永远、王建勋、林庆国、陈义浩、王守信、李安、傅耀泉、周名贵等11名军官由海军大校军衔晋升为海军少将军衔。2017年初，王大忠升任中国人民解放军海军参谋部副参谋长。2018年5月，王大忠调任军委后勤保障部副部长。2022年1月，王大忠出任北部战区副司令员兼北部战区海军司令员，晋升海军中将。